# L'incoerenza dell'incoerenza
L'incoerenza dell'incoerenza, è un trattato filosofico islamico di Averroè, composto circa nel 1180, in cui l'autore difende l'uso della filosofia aristotelica all'interno del pensiero islamico.

## Struttura e contenuto
Fu scritto nello stile di un dialogo contro le affermazioni di Al-Ghazali ne L'incoerenza dei filosofi, che criticava il pensiero neoplatonico .
Composto originariamente in arabo,  è stato successivamente tradotto in molte altre lingue. Il libro è considerato il punto di riferimento di Averroè; in esso, egli cerca di creare armonia tra fede e filosofia.
Ne L'incoerenza dei filosofi Al-Ghazali, simpatizzante dei Sufi, della scuola di teologia islamica Ash'ari, si oppose all'Avicennismo . Il testo ebbe un successo spettacolare e segnò una pietra miliare nell'ascesa degli Ash'ari all'interno della filosofia e del discorso teologico. Fu preceduto da un riassunto del neoplatonismo intitolato Maqasid al-Falasifah ("Obiettivi dei filosofi ").
Al-Ghazali affermò che bisogna essere ben versati nelle idee dei filosofi prima di iniziare a confutarle. Affermava, inoltre, che non aveva alcun problema con altri rami della filosofia come la fisica, la logica, l'astronomia o la matematica. La sua obiezione era con la metafisica, in cui sosteneva che i filosofi non usavano gli stessi strumenti, vale a dire la logica, che usavano per altre scienze .
La risposta di Averroè,invece, difende le dottrine dei " filosofi " e critica le argomentazioni di Al-Ghazali, esposta in una sorta di dialogo: il filosofo così cita passaggi dello stesso al-Ghazali e poi risponde ad essi.

## Intenti dell'opera
Averroè tentò di creare armonia tra fede e filosofia, tra idee aristoteliche e Islam. Sostenne che anche Aristotele aveva ragione e che le parole del Corano sono anche la verità eterna.

## Fortuna dell'opera
In Europa, gli scritti filosofici di Averroè, come questo trattato, furono generalmente ben accolti dagli studiosi cristiani ed ebrei e diedero origine alla scuola filosofica dell'Averroismo. 